# Marcello Gandini
Marcello Gandini (Torino, 26 agosto 1938 – Rivoli, 13 marzo 2024) è stato un designer italiano.
Divenne noto per avere disegnato alcune delle più innovative automobili italiane a partire dalla metà degli anni sessanta.
Oltre che nel settore automobilistico, si impegnò nel disegno industriale e nei complementi d'arredo.

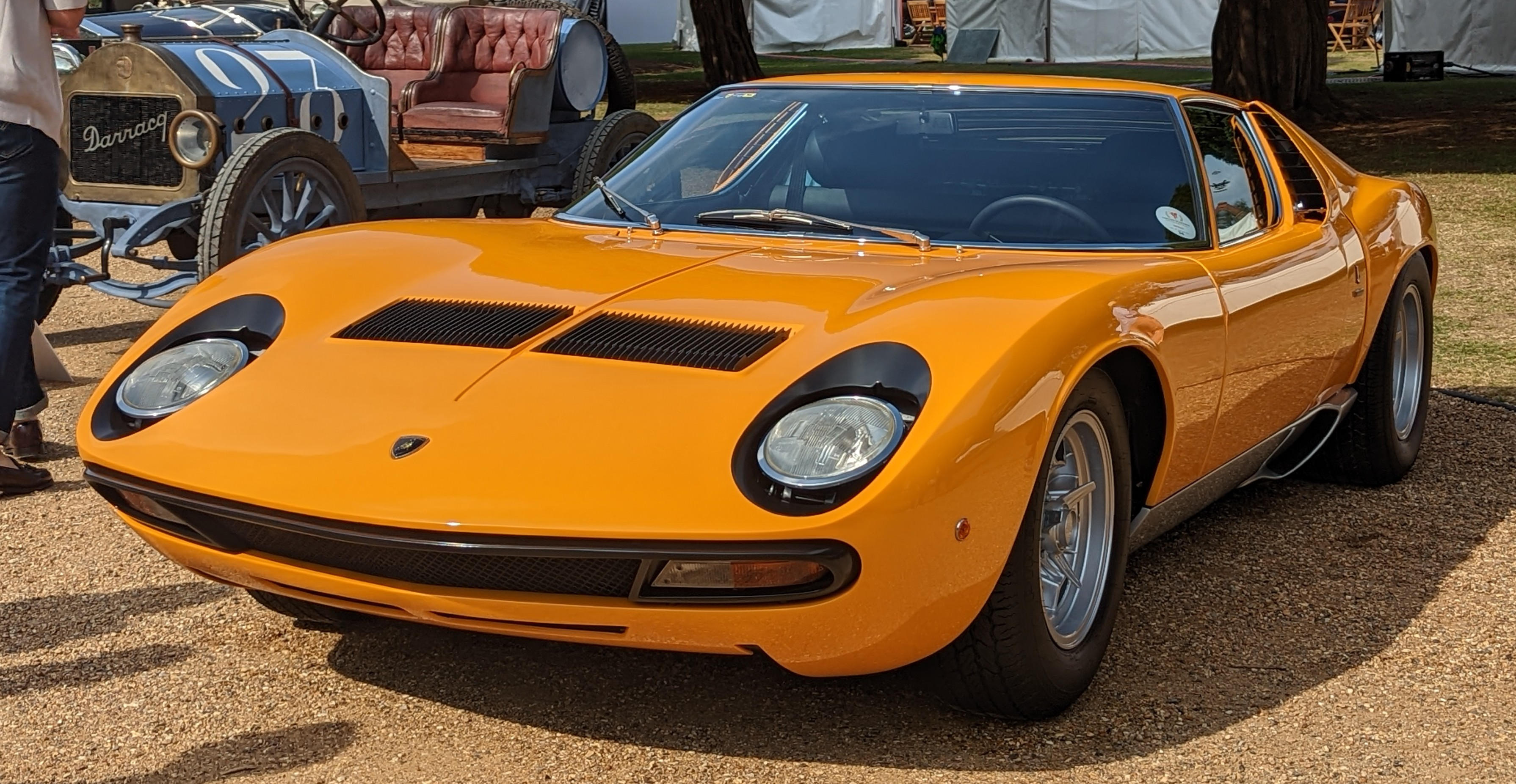
Lamborghini Miura, una delle prime creazione di Gandini

## Biografia
Appassionato di meccanica fin dall'infanzia, fu capo-designer della Bertone (succedendo al coetaneo Giorgetto Giugiaro) fino al 1980, quando preferì continuare la sua attività come libero professionista.
Alla Carrozzeria Bertone, disegnò alcune delle più apprezzate auto sportive italiane degli anni 60 e 70, tra cui le Lamborghini Miura, Espada, Urraco e Countach, l'Alfa Romeo Montreal, la Lancia Stratos, la Fiat X1/9 e la Ferrari GT4, senza considerare le innumerevoli concept.
Durante il periodo in Bertone, la collaborazione tra Gandini e la Innocenti di Milano portò nel 1974 alla presentazione delle nuove Mini 90/120, auto che con diverse evoluzioni meccaniche e un disegno da superutilitaria ante-litteram rimasero in produzione per ben 19 anni. Inoltre la Fiat X1/9 e la Fiat 132, la BMW Serie 5, la Citroën BX, la Renault Supercinque, disegnate da Gandini, divennero autovetture di grande diffusione nel periodo della loro commercializzazione.
Nel gennaio 2024 il Politecnico di Torino gli conferì la laurea honoris causa in ingegneria meccanica. Morì a Rivoli due mesi dopo, il 13 marzo, all'età di 85 anni.

## Vetture disegnate
Le automobili più note disegnate da Marcello Gandini:
- Alfa Romeo Montreal
- Alfa Romeo Carabo
- Autobianchi Runabout
- BMW Serie 5 E12
- BMW 2800 Bertone Spicup
- BMW Garmisch
- Bugatti EB 110 (prototipo)
- Citroën BX
- Citroën GS Camargue
- Cizeta V16T
- De Tomaso Pantera Si
- Ferrari Dino GT4
- Ferrari Rainbow
- Fiat 132
- Fiat X1/9
- Iso Lele
- Iso Grifo 90 (1991)

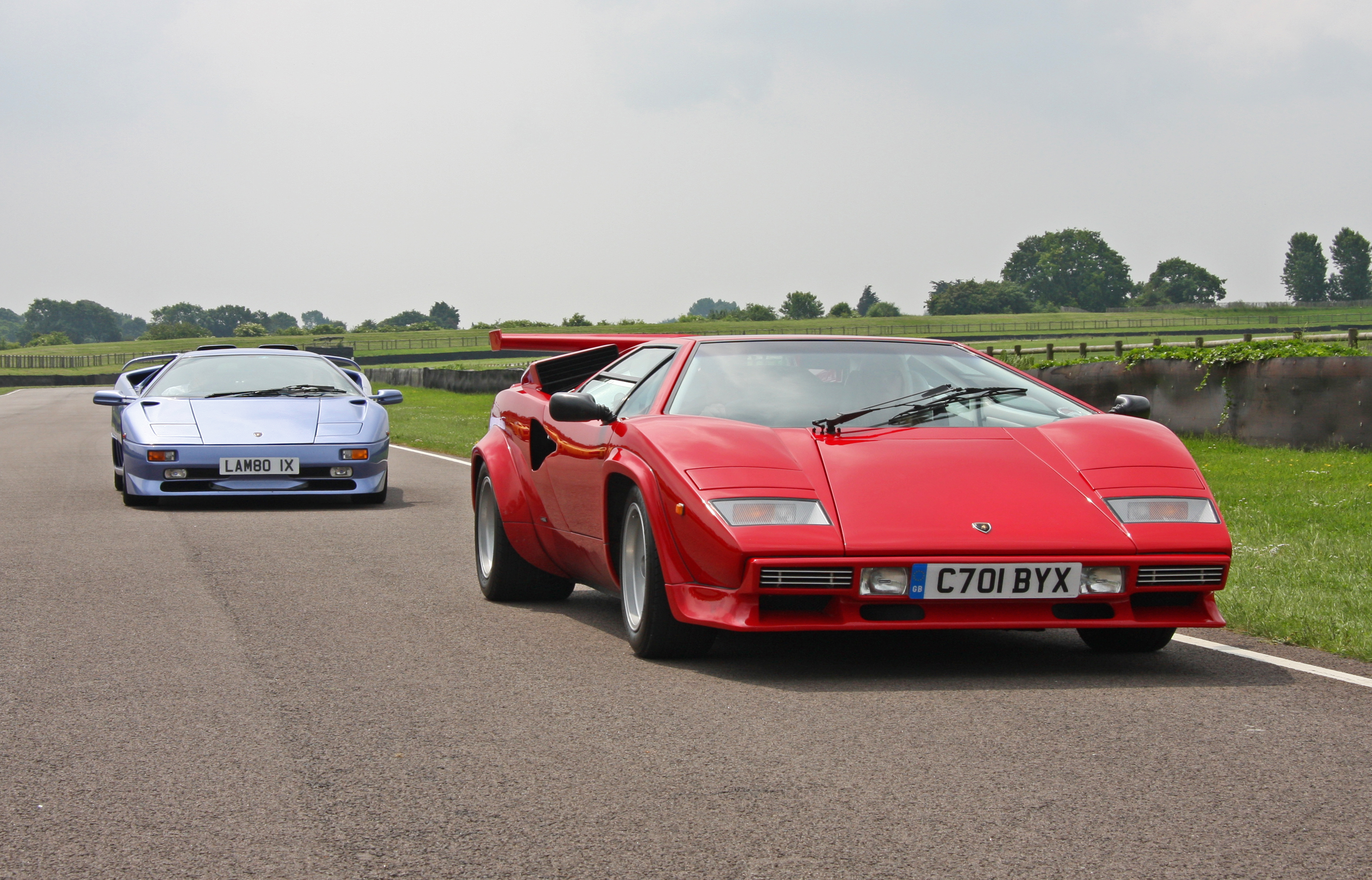
Da destra, una Lamborghini Countach e una Diablo SV, due delle autovetture più famose disegnate da Gandini

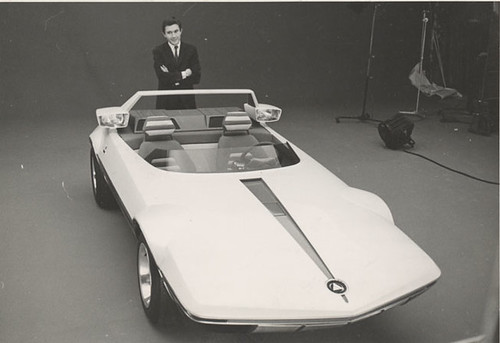
Marcello Gandini con una Autobianchi Runabout nel 1969

- Innocenti Mini 90/120/DeTomaso (1974)
- Jaguar Pirana
- Jaguar Ascot[6]
- Lamborghini Countach
- Lamborghini Diablo
- Lamborghini Espada
- Lamborghini Jarama
- Lamborghini Jalpa
- Lamborghini Marzal
- Lamborghini Miura
- Lamborghini Urraco
- Lancia Prototipo Zero

- Lancia Stratos

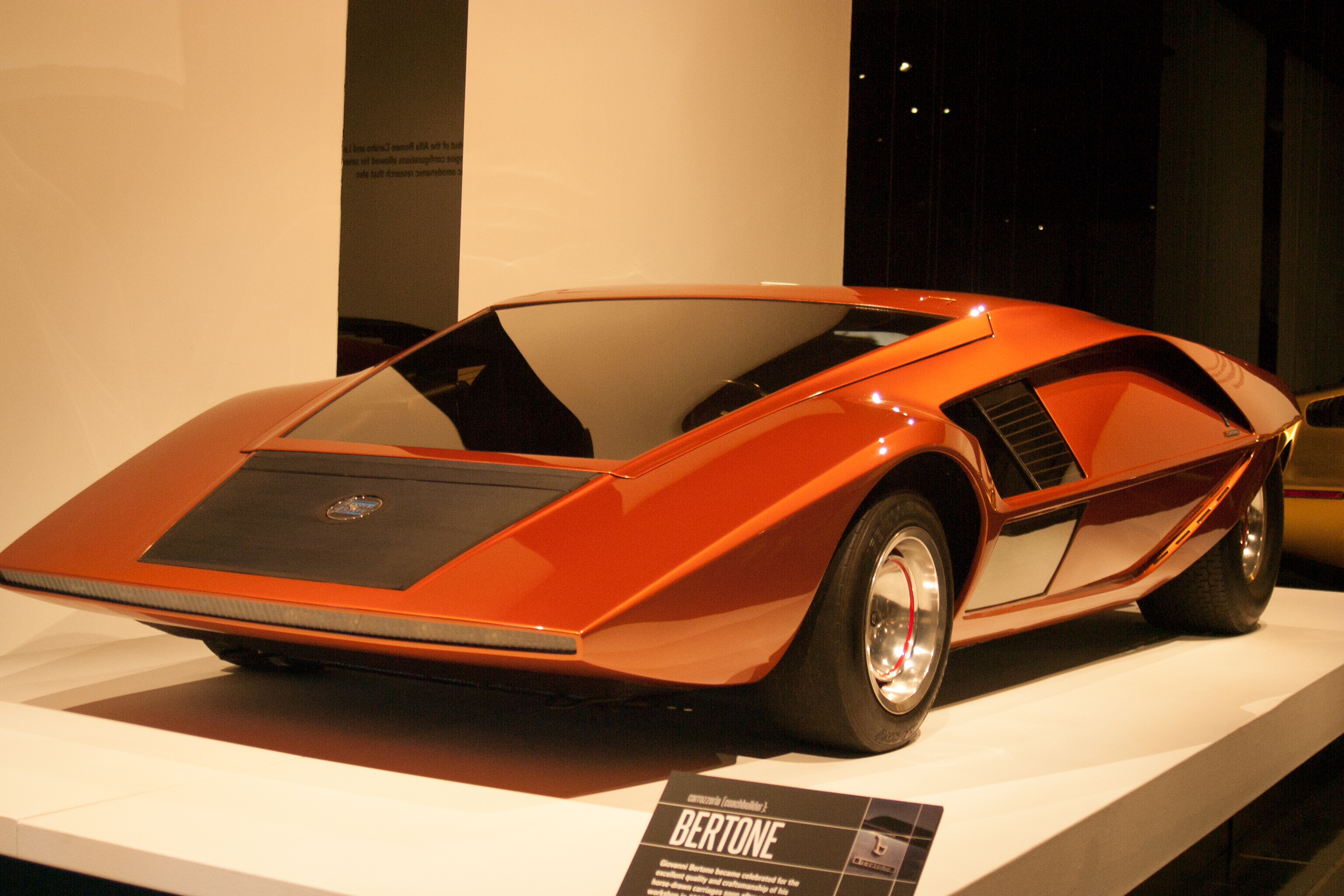
Lancia Prototipo Zero nel 1970

- Maserati Biturbo Restyling (1988 e 1991)
- Maserati Chubasco
- Maserati Khamsin
- Maserati Ghibli II
- Maserati Quattroporte IV
- Maserati Shamal
- NSU Trapeze
- Qvale Mangusta
- Perodua Kancil[7]
- Renault Supercinque
- Renault 5 Turbo
- Renault Magnum[8] (1990)
- Stola S86 Diamante (2005) Concept Car[9]
- Volvo Bertone Tundra[10] (1979)